# Gheorghe Munteanu-Murgoci
Gheorghe Munteanu-Murgoci (n. 20 iulie 1872, Vădeni, Brăila, România – d. 5 martie 1925, București, România) a fost un geolog, mineralog și pedolog român, care împreună cu Nicolae Iorga și Vasile Pârvan și-a înscris numele printre fondatorii Institutului de Studii Sud-Est Europene din București. A fost  membru corespondent al Academiei Române.

## Date biografice
Gheorghe Munteanu Murgoci s-a născut la Vădeni, județul Brăila, ca fiu al ciobanului Radu Murgoci. Numele de Munteanu este dat de colegii sai din clasele primare, care știau ca originea sa este de la munte. De fapt, după propriile relatări, nașterea (înregistrată la Vădeni) ar fi avut loc în căruță, în timpul transhumanței, undeva pe drumul dintre munții Buzăului și bălțile Dunării, părinții săi fiind originari din  Bisoca, plasa Râmnicu Sărat. 
Urmează școala primară  la Brăila, iar studiile liceale la liceul real "Nicolae Bălcescu" din acelasi oraș. În 1892, susține bacalaureatul și se înscrie la Facultatea de științe a Universității din București, la secțiile de matematică și științe fizico-chimice. În timpul studenției împreună cu profesorul Ludovic Mrazec face cercetări geologice și petrografice în regiunea Dobrogei și a Carpaților Meridionali. După terminarea studiilor universitare, pleacă la specializare în Austria și apoi în Germania. Teza sa de doctorat (1900), tratând probleme de petrografie, este distinsă cu mențiunea "Magna cum laude" a Universității din Munchen.
În 1903, Gheorghe Munteanu Murgoci devine primul docent universitar din România în mineralogie , în lucrarea sa tratând  problema chihlimbarului românesc. Face călătorii de studiu în Anglia, America, Rusia și California. Din 1908 activează ca profesor de mineralogie și geologie la "Școala națională de poduri și șosele " din București, iar când aceasta se transformă în "Școala Politehnică" îi este încredințată catreda de mineralogie (1920). Din 1923, este președinte al Comisiei Internaționale de Cartografie a Solului.
Creația sa științifică cuprinde pe de o parte studiile sale de geologie-mineralogie-petrografie, iar pe de altă parte studiile sale asupra solurilor din România. A realizat studii asupra munților Dobrogei, Carpaților Meridionali,  Masivului Parâng, Munților Lotrului. A descoperit lotritul - înscriind în geologie un nou mineral.. În legatură cu studiile sale petrografice, mineralogice și tectonice, mare importanță o prezintă cercetările sale privind bogațiile subsolului românesc, fiind cel dintâi care a precizat condițiile de zăcământ ale petrolului din Oltenia.
Gheorghe M. Murgoci a fost întemeietorul școlii românești de pedologie, în 1909 prezentând prima schiță de hartă agrogeologică a țării la scara 1:2500000, unde repartiția principalelor tipuri de sol apare cu o deosebită claritate. A descoperit noi minerale și zăcăminte de substanțe minerale utile și a elaborat teorii intrate în patrimoniul științei mondiale.
În anul 1913, într-o sedință a “Asociației Sportive” (Federația Societăților Sportive din România - FSSR), profesorul Gheorghe M. Murgoci a făcut prima comunicare asupra cercetășiei. Împreună cu un grup de profesori, ofițeri, ziariști, oameni de litere și politicieni  a ajutat la pornirea mișcării de cercetași din România și la dezvoltarea organizației Cercetașii României. A fost și unul dintre  întemeietorii turismului în România. Numit de Regele Carol I - drept profesor de științele naturii pentru prințul Carol, viitorul Rege Carol al II, inclusiv la bacalaureatul acestuia de la Sinaia din 1912. Mare patriot, de la începutul anului 1917 până în primăvara lui 1918, a lucrat în Basarabia pentru unirea acesteia cu patria mamă - Romania. În anul 1918 a fost chemat de către ministrul României la Paris, Victor Antonescu, drept  consilier tehnic al delegaîiei României la Conferința de Pace de la Paris ( 1918 - 1920 ), când se lua în discuție problema Basarabiei. A fost printre primii care a făcut studii geologice în Cadrilater, după 1913, el fiind cel care a dat denumirea de ''Coasta de argint '' - zonei orașului Balcic, din Bulgaria de astăzi.
În anul 1923, când consacrarea lui Murgoci era universal recunoscută, Academia Română îl alege printre membrii săi corespondenți, membru al Academiei franceze de agricultură, membru al Academiei Cehoslovace, iar în 1924 a fost ales ca membru de onoare al Comitetului Asociației Internaționale a științei solului și director al Hărții pedologice a Europei. A fost căsătorit cu cetățeanca britanică Agnes Kelly, cu care a avut doi copii: o fată - Helen Beveridge, născută în 1905, și un băiat botezat Radu Maxwell, născut în 1907. În 1925 moare prematur, în plină putere a creației, la numai 53 de ani.

## Activitatea științifică

### Studii pedologice

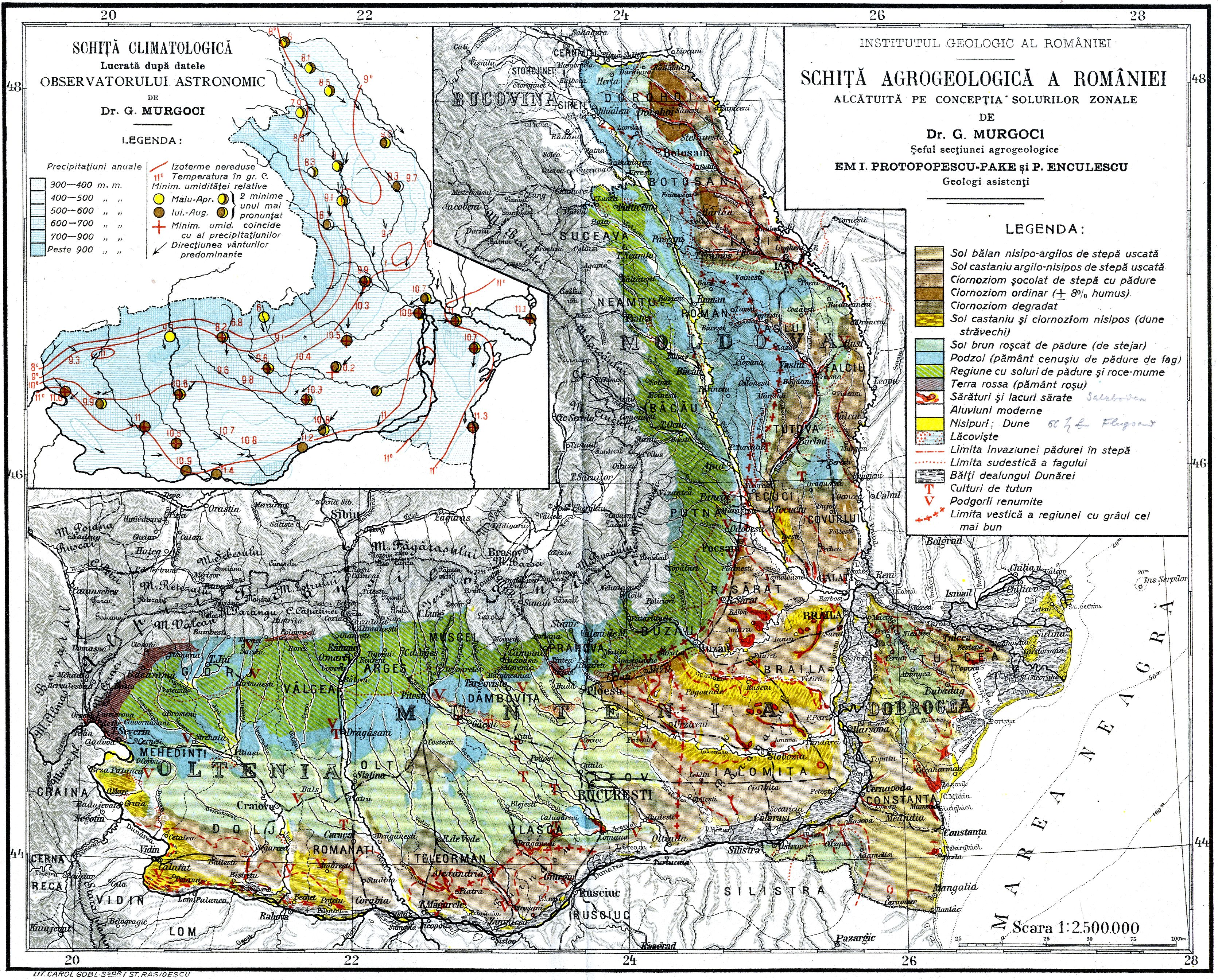
Prima hartă a solurilor din Romania

Profesorul Gheorghe Munteanu Murgoci (1872-1925) este fondatorul pedologiei ca știință în România. A fost unul din marii cercetători ai Institutului Geologic al României și profesor de geologie la Universitatea din București. (Blaga Gh. et al., 1996)
La inițiativa sa, în anul 1906, s-a înființat Secția de Agrogeologie pe lângă Institutul Geologic al României, al carei șef a fost până la sfârșitul vieții sale. A efectuat numerose călătorii de studiu în  țări din Europa și America, în cadrul cărora, a luat contact cu cercetătorii implicați în studiul solului și cu diferitele concepții legate de studiul acestuia. Legăturile sale cu specialiștii ruși, din școala lui V. V. Dokuceaev, au influențat mult concepția lui Murgoci în legătură cu studiul și clasificarea solurilor.
Pe baza concepției naturaliste, G. M. Murgoci, împreună cu colaboratorii P. Enculescu și Em. Protopopescu-Pache, întocmește între anii 1906-1909, prima hartă a solurilor din România, publicată la scara 1:2.500.000 și însoțită de o schiță climatologică. În anul 1911, Murgoci prezintă o caracterizare generală asupra zonei de soluri din România. Prin lucrările sale, profesorul G. M. Murgoci a pus bazele pedologiei genetice, nomenclaturii și clasificării solurilor din România.
Gheorghe Munteanu Murgoci a desfășurat o activitate susținută și pe plan internațional, contribuind la afirmarea științei solurilor din România. Pentru meritele sale deosebite, în anul 1923, la Conferința de la Praga, G. M. Murgoci este ales președintele Comisiei de cartografiere a solurilor, iar în 1924 este ales președinte al Comisiei pentru întocmirea hărții solurilor din Europa. (Blaga Gh. et al., 1996)

## Operă
Contribuții la dezvoltarea:
- geologiei:
  - "Sinteza geologică a Carpaților Sudici" - Comunicare la cel de-al XI-lea Congres geologic internațional[7]
  - "Asupra proprietăților și clasificării amfibolilor albaștri" - două comunicări la Academia de Științe din Paris (21 august și 4 septembrie 1922)
  - "Zăcămintele succinului din România (chihlimbar, romanit)" - Teză de docență prezentată Universității din București (1903)
  - "Cercetări geologice în Dobrogea Nordică" - lucrare prezenată la Institutul geologic al Romîniei (1911)
- pedologiei:
  - "Zonele naturale de soluri din România"
  - "Études sur les sols arables de la Roumanie"
- geografiei românești;
  - "Câmpia Română"
  - " Balta Dunării"
  - "Cercetări geologice asupra Dobrogei nordice, cu privire specială la rocile paleozoice și eruptive".

Cercetări de geomorfologie,speologie, stratigrafie și tectonică colinară a regiunilor colinare ale Olteniei:
- "Terțiarul din Oltenia cu privire la sare, petrol și ape minerale".